# Sam LoPresti
Samuel Leo LoPresti (* 30. Juni 1917 im Elcor, St. Louis County, Minnesota; † 11. Dezember 1984 in Eveleth, Minnesota) war ein US-amerikanischer Eishockeytorwart. Er spielte in der National Hockey League für die Chicago Black Hawks und ist Mitglied der United States Hockey Hall of Fame.

## Karriere
Der italienischstämmige LoPresti wuchs in Eveleth im Norden von Minnesota auf. In seiner Jugendzeit spielte er für verschiedene Teams in Eveleth, St. Cloud und Duluth. Seine Profikarriere begann 1937 bei den St. Paul Saints, einem Team aus der American Hockey Association. Von dort wechselte er zur Saison 1940/41 zu den Chicago Black Hawks. Nachdem er zunächst im Farmteam eingesetzt wurde, verdrängte er Paul Goodman und wurde neuer Stammtorwart. Bemerkenswert war das Spiel am 4. März 1941, das die Black Hawks mit 2:3 gegen die Boston Bruins verloren. LoPresti hielt 80 der 83 Schüsse auf sein Tor und stellte damit einen bis heute gültigen NHL-Rekord auf. Nach zwei Jahren bei den Black Hawks, für die er insgesamt 82 Spiele bestritt, ging er 1942 zur United States Navy. Nachdem im Frühjahr 1943 sein Schiff im Atlantischen Ozean versenkt wurde, verbrachte die Besatzung bis zur Rettung 42 Tage in einem Rettungsboot auf See. Danach spielte LoPresti zeitweise für die San Diego Skyhawks, die Duluth Coolerators und die Duluth Steelers, bis er 1949 nach Eveleth zu den Rangers zurückkehrte. Dort wurde er in der Saison 1949/50 zum wertvollsten Spieler der Northern Amateur Hockey League gewählt. 1951 beendete er seine Eishockeykarriere.
1973 wurde LoPresti in die US Hockey Hall of Fame aufgenommen. Sein Sohn Pete spielte in den 1970er Jahren ebenfalls als Torwart in der NHL.